# James Drummond, III conte di Melfort
James Drummond, III conte di Melfort (16 maggio 1708 – 25 dicembre 1766), è stato un nobile scozzese.

## Biografia
Era l'unico figlio di John Drummond, II conte di Melfort, e di sua moglie, Marie Gabrielle d'Audibert.

## Matrimonio
Sposò, il 29 gennaio 1755, Marie de Berenger, figlia di Francis de Bérenger. Ebbero tre figli:
- James Drummond, IV conte di Melfort (?-1800)
- Charles Drummond, V conte di Melfort (?-9 aprile 1840)
- Leon Maurice Drummond (12 aprile 1761-26 aprile 1826)

## Morte
Morì il 25 dicembre 1766, all'età di 58 anni.